# エピマー
エピマー (epimer) とは立体化学を表す用語で、2ヶ所以上のキラル中心を持ちジアステレオマーの関係にある化合物のうち、特に1ヶ所のキラル中心上の立体配置だけが異なる化合物を指す。
例えば、α-グルコースとβ-グルコースはエピマーの関係にある。α-グルコースでは1位のヒドロキシ基 (-OH) がアキシャル方向に向いているが、β-グルコースではエカトリアル方向に向いている。これらは1位の炭素上の配置だけが異なるエピマーである。糖の場合、1位の立体が異なるエピマーを特に アノマー (anomer) とも呼ぶ。
β-D-グルコピラノースとβ-D-マンノピラノースは2位の炭素上の立体配置だけが異なるエピマーである。β-D-グルコピラノースの2位のヒドロキシ基はエカトリアル方向へ、β-D-マンノピラノースではアキシャル方向へ向いている。これらはアノマーとは呼ばれない。
化合物の名称において、ある化合物に対するエピマーに epi- という接頭辞をつけて呼ぶことがある。例えばキニーネに対して、ヒドロキシ基の立体が異なるエピマーをエピキニーネ (epi-quinine) と呼ぶ。

## エピ化
ある化合物からそのエピマーに変換する手法を エピ化、あるいは エピマー化 (epimerization) と呼ぶ。光延反応を利用してヒドロキシ基の立体を反転させる光延反転などの手法が知られる。